# Louis de la Bourdonnais
Louis Charles de la Bourdonnais (1795 – 13. september 1840) var en fransk skakmester, som var den stærkeste spiller i første halvdel af det 19. århundrede. Han var barnebarn af Bertrand-François Mahé de La Bourdonnais.
De la Bourdonnais anses derfor for at være uofficiel verdensmester i skak (i mangel af en officiel titel på denne tid) indtil han døde i 1840. Han var oplært i skak af sin forgænger, Deschapelles, som dog valgte at stoppe sin skakkarriere i 1820 da "eleven" var blevet for stærk.
La Bourdonnais var oprindelig meget velhavende, bl.a. slotsejer, men han satte på uoplyst måde sin formue over styr og endte sine dage i fattigdom. Han grundlagde Frankrigs første skaktidsskrift, Le Palamède.
Frankrig havde i næsten 100 år været det førende skakland med et skakmiljø omkring skak-mekkaet Café de la Régence i Paris. Her dominerede la Bourdonnais.
På den anden side af kanalen var der imidlertid ved at vokse et nyt skakmiljø op, hvis stærkeste spiller i disse år var Alexander McDonnell. I 1834 tog la Bourdonnais til London, hvor der var arrangeret en match mellem de to spillere. Matchen blev betragtet som en match om verdensmesterskabet i skak. Matchen, der blev den mest langvarige nogensinde mellem førende spillere, blev vundet overbevisende af la Bourdonnais, der derved fastslog sin position. Matchen er nærmere behandlet i artiklen om McDonnell.
Matchen sluttede, da la Bourdonnais måtte tilbage til Paris i forretningsøjemed, og kort tid efter døde McDonell. Fem år senere vendte la Bourdonnais dybt forarmet og syg tilbage til London, hvor han kort efter døde. Han blev begravet side om side med sin gamle modstander.